# 양산 광천사 현수제승법수
양산 광천사 현수제승법수(梁山 光天寺 賢首諸乘法數)는 대한민국 경상남도 양산시, 광천사에 있는 불경이다. 2013년 10월 24일 경상남도 문화재자료 제570호로 지정되었다.

## 개요
『현수제승법수』는 숫자가 포함된 불교 요어(要語)를 설명하는 일종의 간이 사전(辭典)이다. 현수(賢首 643~712)는 당나라 승려로, 이 책을 처음으로 편찬했다고 전해진다. 제승(諸乘)이란 대승(大乘)과 소승(小乘)의 모든 교리, 다시 말해 모든 진리를 가리키는 말이다. 법수(法數)란 불교의 진리를 뜻하는 법과 숫자가 합쳐진 요어를 말한다. 예를 들면 삼계(三界), 사체(四諦), 오온(五蘊), 십이인연(十二因緣), 칠십오법(七十五法)과 같은 어휘이다. 이 요어를 따라서 불법을 탐구하면 종지(宗旨)에 이를 수 있다는 뜻이다. 따라서 제목의 뜻은 현수가 편찬한 모든 경전의 숫자가 들어간 불교의 진리를 말하는 중요한 단어들의 해설집이라는 말이다.
〈양산 광천사 현수제승법수〉는 현재 경기도 유형문화재 제169호, 충북 유형문화재 343호와 동일본으로 추정된다. 그러나 습기, 충해로 상태가 좋지 못하며, 아마도 복장물로 들어가 있던 것은 다시 수리한 것으로 추정된다. 상태가 다른 도 지정 문화재에 비해 좋지 못하지만 임진왜란 이전의 판본으로 불서연구에 좋은 자료이다.

## 같이 보기
- 현수제승법수

## 참고 자료
- 양산 광천사 현수제승법수 - 국가유산청 국가유산포털